# Jean-Marie Aloyse Monhoven
Jean-Marie Aloyse Monhoven, né à Zoufftgen le 24 juin 1873 et mort à Paris le 22 janvier 1930, est un général français. Officier de l'infanterie coloniale, il rejoint l'artillerie spéciale pendant la Première Guerre mondiale puis commande la 128e division d'infanterie au Maroc en 1925-1926.

## Biographie
Né à Zoufftgen, alors en Lorraine allemande, il prend la nationalité française en 1892 puis intègre l'école spéciale militaire de Saint-Cyr en 1894 (promotion Alexandre III, 1894-1896).
Il participe aux expéditions coloniales en Mauritanie, au Maroc, au Sénégal, en Indochine et en Chine. Affecté au 23e régiment d'infanterie coloniale en septembre 1914, il en prend le commandement et est nommé lieutenant-colonel en février 1915. En octobre 1915, il prend le commandement du 2e régiment d'infanterie coloniale. Le 30 octobre 1916, il est muté dans l'artillerie spéciale (les chars) et est nommé adjoint tactique du général Estienne.
En avril 1918, il est nommé général de brigade, le plus jeune de la guerre 1914-1918.
Il commande la 128e division d'infanterie pendant la guerre du Rif.
Il meurt le 22 janvier 1930 à Paris et est enterré à Zoufftgen.

## Décorations
- Commandeur de la Légion d'honneur le 9 juillet 1925[1]
  - Chevalier le 10 juillet 1913[1]
  - Officier le 1er octobre 1917[1]
  - Commandeur le 9 juillet 1925[1]
- Croix de guerre 1914-1918[réf. souhaitée]
- Médaille coloniale[1]
  - agrafe Tonkin en 1897
  - agrafe Mauritanie et AOF le 29 août 1910
- Médaille commémorative de l'expédition de Chine en 1901[1]
- Chevalier de l'Ordre royal du Cambodge le 19 janvier 1902[1]
- Chevalier de l'Ordre de l'Étoile noire le 30 décembre 1910[1]

## Hommages
Un char B1 bis de 1940 porte son nom, ainsi qu'une rue dans son village natal.